# Dust (film, 2001)
Pour les articles homonymes, voir Dust.
Pour plus de détails, voir Fiche technique et Distribution.
Dust (en macédonien : Прашина, Prašina) est un film britannico-germano-italo-macédonien réalisé par Milcho Manchevski, sorti en 2001.

## Synopsis
Le film alterne entre deux histoires parallèles. La première commence à New York, où Egde, un jeune criminel, est confronté à une femme âgée, Angela, dont il veut cambrioler l'appartement. Alors qu'il essaie de s'enfuir, Angela commence à lui raconter l'histoire de deux frères hors-la-loi du début du XXe siècle, qui vivent dans la Macédoine ottomane. Les deux frères se retrouvent eux aussi confrontés, par Lilith, une belle jeune femme. 

## Fiche technique
- Titre : Dust
- Titre original : Прашина (Prašina)
- Réalisation : Milcho Manchevski
- Scénario : Milcho Manchevski
- Production : Chris Auty, Vesna Jovanoska et Domenico Procacci
- Musique : Kiril Džajkovski
- Photographie : Barry Ackroyd
- Montage : Nicolas Gaster
- Pays d'origine : Royaume-Uni - Allemagne - Italie - Macédoine
- Format : Couleurs - Dolby Digital
- Genre : Western
- Durée : 127 minutes
- Date de sortie : 2001

## Distribution
- Joseph Fiennes : Elijah
- David Wenham : Luke
- Adrian Lester : Edge
- Anne Brochet : Lilith
- Nikolina Kujaca : Neda
- Rosemary Murphy : Angela
- Vlado Jovanovski : Professeur
- Salaetin Bilal : Le Major
- Vera Farmiga : Amy
- Matt Ross : Stitch

## Récompenses
- Nomination aux Golden Reel Awards.
- Film d'ouverture de la Mostra de Venise 2001.